# 岡田義明
岡田 義明（おかだ よしあき、1935年（昭和10年）2月21日-1989年（平成1年）8月16日）は日本の弁護士。金沢弁護士会会長、日本調停協会連合会理事を歴任する。

## 略歴
1935年（昭和10年）2月21日、石川県羽咋市に生まれる。
1957年（昭和32年）に法政大学法学部を卒業し、1959年（昭和34年）に法政大学大学院法学研究科を修了する。
1989年（平成1年）8月16日、呼吸不全により死去、54歳。